# Петросян, Назар Самвелович
Наза́р Самве́лович Петрося́н(ц) (6 июня 1951, Мары, Туркменская ССР, СССР) — советский футболист, играл на позициях полузащитника и нападающего, советский, армянский и российский футбольный тренер, функционер. Мастер спорта СССР (1973).

## Карьера

### Клубная
Воспитанник республиканской футбольной школы города Ереван.
Начал карьеру в 1969 году в ереванском «Арарате». За три года (1969—1971), проведенных в дубле команды, забил 9 мячей.
С 1970 привлекается к играм за основной состав.
В «Арарате» выступал до 1977 года, сыграл 160 матчей, забил 20 мячей.
Дважды попадал в список 33 лучших футболистов сезона в СССР и стал, вместе с командой, по одному разу чемпионом и вице-чемпионом СССР, дважды обладателем и один раз финалистом Кубка СССР, участвовал в матчах еврокубков.
В 1978 году, в связи с призывом в Советскую Армию, Назар перешёл в московский ЦСКА, в составе которого выступал до 1980 года, проведя за это время 53 матча и забив 9 мячей.
В 1981 году перешёл в «Кубань», в составе которой в том сезоне сыграл 9 матчей за основной состав и ещё 8 матчей за дубль, в которых забил 1 мяч.
В 1982 году вернулся в родной «Арарат», в составе которого выступал вплоть до завершения карьеры игрока в 1984 году, сыграл в 56 матчах, в которых забил 1 гол.
В 1990 году, уже в качестве играющего тренера, провёл 15 матчей и забил 2 мяча за «Котайк» из города Абовян.

### В сборной
В составе главной национальной сборной СССР дебютировал 28 ноября 1976 года в товарищеском матче со сборной Аргентины. Следующий матч сыграл 1 декабря того же года против сборной Бразилии, а последний — 3-й — 23 марта 1977 года против сборной Югославии.

### Тренерская
После завершения карьеры игрока, занялся тренерской деятельностью, руководил командой «Котайк» из Абовяна, в том числе и в качестве играющего тренера. Затем возглавлял олимпийскую сборную Армении, затем был приглашён в ЦСКА своим лучшим другом Александром Тархановым, с которым дружит с 1978 года.
После работал на различных должностях в клубе «Торпедо-Лужники», в сборной России, в раменском «Сатурне».
С 2005 года является председателем совета директоров московского клуба «Ника».

## Достижения
- «Арарат» (Ереван)
- командные:
  - Бронзовый призёр Молодежного чемпионата Европы (1974)
  - Чемпион СССР: 1973
  - Серебряный призёр чемпионата СССР: 1976 (весна)
  - Обладатель Кубка СССР: 1973, 1975
  - Финалист Кубка СССР: 1976
- личные:
  - В списке 33 лучших футболистов сезона в СССР: № 3 — 1975, 1976 (весна/осень)
  - Медаль «За заслуги перед Отечеством» I степени (10 октября 2013 года) — за значительный вклад в развитие армянского футбола и блестящие достижения[5]

## Личная жизнь
Жена Лариса, двое детей: дочь Стелла и сын Самвел.